# Inglewood-Finn Hill
Inglewood-Finn Hill és una concentració de població designada pel cens del Comtat de King a l'Estat de Washington. Segons el cens del 2000 tenia 22.661 habitants.

## Demografia
Segons el cens del 2000, Inglewood-Finn Hill tenia 22.661 habitants, 8.306 habitatges, i 6.163 famílies. La densitat de població era de 1.513,7 habitants per km².
Dels 8.306 habitatges en un 38,6% hi vivien nens de menys de 18 anys, en un 61,8% hi vivien parelles casades, en un 8,6% dones solteres, i en un 25,8% no eren unitats familiars. En el 17,7% dels habitatges hi vivien persones soles el 3,2% de les quals corresponia a persones de 65 anys o més que vivien soles. El nombre mitjà de persones vivint en cada habitatge era de 2,71 i el nombre mitjà de persones que vivien en cada família era de 3,09.
Per edats la població es repartia de la següent manera: un 26,2% tenia menys de 18 anys, un 7,5% entre 18 i 24, un 34,6% entre 25 i 44, un 25,8% de 45 a 60 i un 6% 65 anys o més.
L'edat mediana era de 36 anys. Per cada 100 dones de 18 o més anys hi havia 98,3 homes.
La renda mediana per habitatge era de 72.130 $ i la renda mediana per família de 77.393 $. Els homes tenien una renda mediana de 52.222 $ mentre que les dones 35.765 $. La renda per capita de la població era de 31.272 $. Aproximadament el 2,8% de les famílies i el 4,1% de la població estaven per davall del llindar de pobresa.

## Poblacions properes
El següent diagrama mostra les poblacions més properes.